# Marină

Navă de agrement pe Rin

Marină este un termen general pentru totalitatea mijloacelor destinate activității specifice pe mare, pe fluvii, sau pe ape interioare (nave, ambarcațiuni, aparate plutitoare etc), împreună cu ansamblul instalațiilor de asigurare a navigației, dispuse pe mare sau pe coastă (geamanduri, balize, faruri, stații de semnalizare, radiotelegrafie, radionavigație, salvare etc.) cu tot personalul de deservire a acestor mijloace, plus instituțiile de învățământ și întreprinderile de exploatare de la uscat.

## Clasificare

Nave pe Marea Roșie

#### Marina civilă
Marina civilă reprezintă totalitatea flotei civile a unui stat, cu echipajele navelor respective și întregul aparat tehnic și administrativ, inclusiv serviciile auxiliare de întreținere și aprovizionare ale flotei.
Marina civilă cuprinde:
- marina comercială, al cărei obiect principal este transportul de mărfuri și pasageri. Ea cuprinde totalitatea flotei comerciale a unui stat, cu echipajele navelor respective și aparatul ei tehnic și administrativ, inclusiv navele de servitudine și navele școală, serviciile auxiliare de întreținere și aprovizionare ale flotei.
  - marina de pescuit care se ocupă în special de vânarea peștelui,
  - marina de utilitate publică destinată cercetărilor științifice și instruirii cadrelor marinărești, salvărilor, instalării de cabluri etc,
  - marina de lucrări portuare în a cărei sferă de activitate se cuprind executarea sondajelor, întreținerea porturilor, efectuarea lucrărilor hidrotehnice etc,
- marina de agrement al cărei scop este agrementul și cultivarea spiritului marinăresc prin sporturi nautice.

#### Marina militară
Marina militară este denumirea uzuală pentru navele marinei militare ale unui stat, luate în ansamblu, inclusiv cele din flota auxiliară și de servitudine, împreună cu personalul ambarcat, cu instituțiile, unitățile operative și administrative, serviciile și depozitele aferente de la uscat.
Denumiri alternative: forță maritimă militară; marină de război; flotă militară; forță navală.